# 105-та окрема бригада територіальної оборони (Україна)
105-та окрема бригада територіальної оборони (105 ОБрТрО) — кадроване формування Сил територіальної оборони України у Тернопільській області. Бригада перебуває у складі Регіонального управління «Захід» Сил ТрО.

## Історія
Бригаду було створено 27 червня 2018 року.
2 серпня 2018 року у райцентрі Борщів понад 200 осіб підрозділу, залучені до навчань, приступили до практичних тренувань.
У листопаді 2018 року на Тернопільщині створили 105-ту бригаду територіальної оборони. Її очолив голова обласної державної адміністрації Степан Барна.
7 грудня 2018 р. на Тернопільщини відбулися тренування в межах Єдиного всеукраїнського стрілецького дня. Тренування проходили на полігоні в селі Біла поблизу Тернополя. Інструктори проводили заняття з використання стрілецької зброї, а також основ медицини й тактичної підготовки.
24 лютого 2019 р. понад сто військовозобов'язаних, які входять до організаційного ядра підрозділів територіальної оборони п'яти районів Тернопільської області вдосконалювали військовий вишкіл на навчальному центрі окремої артилерійської бригади ОК «Захід».
29 березня 2019 р. відбулися навчання бригади тероборони, поблизу Тернополя — на тренувальній базі в селі Біла. Участь у вишколі взяли військовозобов'язані з Кременецького, Шумського, Козівського, Бережанського і Лановецького районів. Вишкіл проводять у рамках Єдиного стрілецького дня.
4 грудня 2022 року бригада отримала бойовий прапор.
24 серпня 2023 року в Тернополі презентували документальний фільм про бригаду «На день ближче до Перемоги».

## Структура
- управління 105-ї ОБрТрО (Тернопіль)
- 80-й окремий батальйон територіальної оборони (Білобожниця Чортківського району) [9]
- 82-й окремий батальйон територіальної оборони (Тернопільський район)
- 83-й окремий батальйон територіальної оборони (Тернопіль)
- 85-й окремий батальйон територіальної оборони (Кременець)
- автомобільна рота
- рота контрдиверсійної боротьби
- рота матеріально-технічного забезпечення
- вузол зв'язку
- зенітний взвод
- комендантська рота
- рота розвідки
- інженерна рота
- медична служба [10]

## Командування
- полковник Олег Дідіченко (2018)
- полковник Євген Фоменко (10 січня 2022—т.ч.)[11][9]

## Втрати

### 2022
- 5 липня 2022 - Павлик Михайло Володимирович, старший солдат
- 9 липня 2022 — Осадко Олександр Остапович «Танґо». 4 квітня 1976, м. Тернопіль. Український письменник, почесний громадянин міста Тернополя[12]
- 6 листопада 2022  - Тутинін Володимир Валерійович, 29 років. Солдат, кулеметник 2 стрілецького відділення 3 стрілецького взводу 1 стрілецької. Загинув поблизу н.п. Спірне Бахмутського району Донецької області[13].
- 28 грудня 2022 -  Волошин Руслан Андрійович, старший солдат

### 2023
- 13 лютого 2023 - Сергій Хорощак, 42 роки. Солдат, стрілець 3-го відділення 1-го взводу 2-ї стрілецької роти 83-го окремого батальйону. Загинув в районі с. Масютівка Куп'янського району Харківської області внаслідок отримання вогнепального поранення[14].
- 24 лютого 2023 — Король Сергій Володимирович «Махно». 1 жовтня 1970, м. Тернопіль. Командир 2-ї роти 83-го батальйону [15]
- 15 травня 2023 - Сипко Григорій Михайлович, 43 роки. Старший солдат, старший стрілець-оператор 3 стрілецького відділення 1 стрілецького взводу стрілецької роти 82 об. Загинув між н.п. Масютівка та Лиман Перший Куп’янського району Харківської області[16].
- 15 травня 2023 - Савчак Ярослав Володимирович, 59 років. Старший лейтенант, командир 3 стрілецького взводу 1 стрілецької роти 82 окремого батальйону. Зaгинув біля н.п. Лиман Перший на Хaрківщині[17].
- 17 травня 2023 - Кріль Назар Юрійович, 29 років. Солдат, навідник кулеметного відділення взводу вогневої підтримки роти вогневої підтримки 82-го окремого батальйону. Загинув в селі Масютівка Куп’янського району Харківської області[18].
- 17 травня 2023 - Крулевський Валентин Богданович, 46 років. Солдат, стрілець 3-го стрілецького відділення 10-го стрілецького взводу 2-ої стрілецької роти. Загинув поблизу н.п. Масютівка Дворічанської селищної громади Куп’янського району Харківської області[19].
- 18 травня 2023 — Сидяга Ігор Михайлович. 28 листопада 1972, Тернопільщина. Загинув в районі населеного пункту Лиман Перший, Куп'янського району Харківської області[20]
- 2 червня 2023 - Вардецький Роман Григорович, 42 роки. Старший сержант, гранатометник, стрілець. Помер на Харківщині[21].
- 20 червня 2023 - Дмитро Кочелаба, 37 років. Солдат, стрілець третього відділення першого стрілецького зводу першої стрілецької роти. Загинув під час проходження військової служби в н.п. Вінницькі Івани Богодухівського району Харківської області[22].
- 31 липня 2023 - Олексій Ничик, 42 роки. Солдат, позивний AVADA. Його життя обірвалось на Сумщині[23].
- 23 вересня 2023 — Крупа Любомир Левкович «Кіт». 2 вересня 1975, Велика Березовиця. Солдат, 83-й батальйон. Загинув від вибуху міни в Харківській області [24].

### 2024
- 4 травня 2024 - Єрмошин Олег Миколайович, 48 років. Старший солдат, старший сапер другого інженерно-саперного взводу інженерно-саперного відділення 16-го окремого стрілецького батальйону. Загинув поблизу н.п. Левадне Пологівського району Запорізької області[25].
- 4 травня 2024 - Воробець Петро Володимирович, 46 роів. Молодший сержант, командир інженерно-саперного відділення інженерно-саперного взводу 16-го окремого стрілецького батальйону. Загинув в районі н.п. Левадне Пологівського району Запорізької області[26].
- 20 червня 2024 - Дем’яненко Анатолій Миколайович, 54 роки. Сержант, командир 3-го стрілецького відділення 1-го стрілецького взводу стрілецької роти. Загинув в районі н.п.  Морозова Долина Золочівської селищної громади Богодухівського району Харківської області[27].
- 28 липня 2024 - Кісельов Євген Олексійович, 48 років. Старший сержант, навідник роти вогневої підтримки першого протитанкового відділення. Загинув в н.п. Лютівка Богодухівського району Харківської області[28].
- 11 серпня 2024 - Андрій Печенюк, 52 роки. Старший солдат. Загинув в районі н.п. Олександрівка Харківської області[29].
- 14 серпня 2024 - Руслан Новаковський, 46 років. Молодший сержант. Помер у лікарні міста Запоріжжя[30].
- 30 листопада 2024 - Томків Олег Богданович, 56 років. Молодший сержант, водій-електрик 3 стрілецької роти. Раптово помер в районі н.п. Конотоп Сумської області[31].
- 22 грудня 2024 - Хромов Костянтин Сергійович, 29 років. Солдат. Життя обірвалось у н.п. Калинівське Синельниківського району Дніпропетровської області[32].

### 2025
- 6 січня 2025 - Мних Володимир Петрович, 26 років. Молодший сержант, бойовий медик 2 стрілецького взводу 2 стрілецької роти. Помер в Тернопільській обласній клінічній лікарні внаслідок поранень, отриманих поблизу населеного пункту Відродженівське на Харківщині[33].
- 31 січня 2025 - Віталій Сало, 14 березня 1975. Загинув  під час виконання бойового завдання, внаслідок артилерійського обстрілу, поблизу населеного пункту Велика Писарівка Сумської області[34].